# Teri Garr
Terry Ann Garr (Lakewood (Ohio), 11 december 1944 – Los Angeles (Californië), 29 oktober 2024) was een Amerikaans actrice en comédienne. Zij werd voor haar bijrol als Sandy Lester in Tootsie genomineerd voor zowel een Oscar als een BAFTA Award. Samen met de gehele cast van Prêt-à-Porter won ze daadwerkelijk een National Board of Review Award.

## Levensloop
Garr is de dochter van danseres Phyllis en Broadway-acteur Eddie Garr en groeide zodoende te midden van de perikelen in de amusementsindustrie op. Hoewel haar ouders met haar naar New Jersey verhuisden toen ze nog een baby was, verhuisde haar moeder na de dood van Garrs vader terug naar Hollywood toen ze elf jaar was. Vervolgens ging moeder Garr aan de slag als medewerker voor de kostuumafdelingen van verschillende televisie- en filmproducties.
Garr trouwde in 1993, met haar man adopteerde ze een dochter. Hun huwelijk liep na drie jaar stuk. Garr kwam er tijdens een interview met Larry King in 2002 openlijk voor uit dat ze lijdt aan multiple sclerose, waarvan ze naar eigen zeggen de eerste tekenen bemerkte tijdens de opnames van Tootsie begin jaren tachtig.
Garr overleed op 29 oktober 2024 op 79-jarige leeftijd.

## Acteercarrière
Garr maakte in 1963 haar film- en acteerdebuut in A Swingin' Affair. Direct daarna verscheen ze voornamelijk in rollen als danseres in verschillende muziekfilms met Elvis Presley, zoals Fun in Acapulco, Kissin' Cousins, Viva Las Vegas en Roustabout. In haar elfde filmtitel The Mystery of the Chinese Junk speelde Garr voor het eerst een personage dat als Susie daadwerkelijk bij naam genoemd wordt. Niettemin bouwde ze haar cv in meer dan veertig jaar als actrice inmiddels uit tot meer dan zestig rollen op het witte doek plus meer dan twintig in televisiefilms.

## Filmografie
*Exclusief televisiefilms
| - God Out the Window (2007) - Kabluey (2007) - Expired (2007) - Unaccompanied Minors (2006) - A Taste of Jupiter (2005) - Aloha, Scooby-Doo (2005, stem) - Life Without Dick (2002) - Ghost World (2001) - Batman Beyond: Return of the Joker (2000, stem) - The Sky Is Falling (2000) - Dick (1999) - Kill the Man (1999) - A Simple Wish (1997) - Changing Habits (1997) - The Definite Maybe (1997) - Michael (1996) - Perfect Alibi (1995) - Prêt-à-Porter (1994) - Dumb and Dumber (1994) - Save the Rabbits (1994) - Mom and Dad Save the World (1992) - Waiting for the Light (1990) - Short Time (1990) - Let It Ride (1989) - Out Cold (1989) - Full Moon in Blue Water (1988) - Miracles (1986) - After Hours (1985) - Firstborn (1984) - Mr. Mom (1983) - The Black Stallion Returns (1983) | - The Sting II (1983) - Tootsie (1982) - The Escape Artist (1982) - One from the Heart (1982) - Honky Tonk Freeway (1981) - Witches' Brew (1980) - The Black Stallion (1979) - Java Junkie (1979) - Close Encounters of the Third Kind (1977) - Oh, God! (1977) - The Absent-Minded Waiter (1977, kortfilm) - Won Ton Ton, the Dog Who Saved Hollywood (1976) - Young Frankenstein (1974) - The Conversation (1974) - The Moonshine War (1970) - Changes (1969) - Head (1968) - Maryjane (1968) - For Pete's Sake (1968) - Clambake (1967) - The Mystery of the Chinese Junk (1967) - The Cool Ones (1967) - Red Line 7000 (1965) - John Goldfarb, Please Come Home! (1965) - Roustabout (1964) - Pajama Party (1964) - What a Way to Go! (1964) - Viva Las Vegas (1964) - Kissin' Cousins (1964) - Fun in Acapulco (1963) - A Swingin' Affair (1963) |

## Televisieseries
*Exclusief eenmalige gastrollen
- Batman Beyond - Mrs. Mary McGinnis (1999-2000, acht afleveringen)
- Friends - Phoebe Abbott Sr. (1997-1998, drie afleveringen)
- Women of the House - Sissy Emerson (1995, twaalf afleveringen)
- Good Advice - Paige Anderson (1994, dertien afleveringen)
- McCloud - Police Sgt. Phyllis Norton (1973-1975, vijf afleveringen)
- The Girl with Something Extra - Amber (1973-1974, vier afleveringen)
- The Bob Newhart Show - Miss Brennan (1973-1974, twee afleveringen)
- The Sonny and Cher Comedy Hour - Verschillende personages (1971-1972, dertien afleveringen)
- It Takes a Thief - Maggie Philbin (1969, twee afleveringen)

- Bibsys: 7030111
- Biblioteca Nacional de España: XX1324374
- Bibliothèque nationale de France: cb14016975r (data)
- Gemeinsame Normdatei: 172092515
- International Standard Name Identifier: 0000 0001 1612 6159
- Library of Congress Control Number: n88051132
- Nationale Bibliotheek van Tsjechië: xx0153248
- Nationale bibliotheek van Australië: 40633296
- Nationale Bibliotheek van Israël: 987007428853405171
- Nationale Bibliotheek van Polen: a0000001606042
- Nederlandse Thesaurus van Auteursnamen: 073447676
- Réseau des bibliothèques de Suisse occidentale: 02-A024254420
- Système universitaire de documentation: 060337818
- Trove: 1448471
- Virtual International Authority File: 263165062
- WorldCat: E39PBJdctgdd6KKH8HPWY4Y773